# 米歇爾·法柏
米歇爾·法柏（Michel Faber，1960年4月13日—）是一名荷蘭出生的作家，最出名的作品是2002年的小說《The Crimson Petal and the White.》。

## 生平
米歇爾·法柏出生於荷蘭海牙，他和父母在1967年移民到澳洲。他在墨爾本郊區就讀小學和中學，然後就讀墨爾本大學，學習荷蘭、哲學、修辭學、英語（盎格魯-撒克遜英語和中古英語）和英語文學。他於1980年畢業。
他曾擔任清潔工人和其他各種臨時工，後來成為在悉尼西郊醫院的護士，直到20世紀90年代中期為止。在1993年，他與第二任妻子和家人移民到蘇格蘭。
米歇爾·法柏在蘇格蘭被視為一位蘇格蘭作家。事實上，大多數米歇爾·法柏的文學獎項，例如尼爾·岡恩獎、麥卡倫獎和聖安德魯十字年度獎都是在蘇格蘭時期贏得，他的作品皆由蘇格蘭出版商出版。
米歇爾·法柏在澳大利亞被認為是一位澳大利亞作家，因為他長期居住在此，幾乎所有的學業都在當地完成，他的短篇小說集有些以澳大利亞為背景。在荷蘭，他被認為是荷蘭作家。（米歇爾·法柏的作品被翻譯成荷蘭語。）
在2001年，米歇爾·法柏的《紅花瓣白花瓣》曾試圖參加布克獎，當時只開放給持有英聯邦護照的作者。後來米歇爾·法柏拒絕參加布克獎，因為英國政府準備跟隨美國參加阿富汗和伊拉克戰爭。米歇爾·法柏目前仍然是荷蘭公民。他自認沒有特定的國籍，他的文學作品主題風格是不是典型英國、澳大利亞或荷蘭風格，但是大部份是歐洲風格。

## 改編
《紅花瓣白花瓣》（The Crimson Petal and the White）被BBC改編成電視劇，蕾夢娜·葛瑞（Romola Garai）、理查德·格蘭特（Richard E. Grant）、吉蓮·安德森等人主演。

## 作品
- 《皮囊之下》（Under the Skin）
- 《紅花瓣白花瓣》（The Crimson Petal and the White）

## 參閱
- Transcript of interview （页面存档备份，存于） with Ramona Koval, The Book Show, ABC Radio National, on The Fire Gospel, 25/11/08.
- Faber at Canongate
- 3:AM Magazine Interview （页面存档备份，存于）
- 米歇爾·法柏 at British Council: Literature